# مدرسة سول للفنون التعبيرية
مدرسة سول للفنون التعبيرية SOPA(كورية:서울공연예술고등학교) هي مدرسة عليا في الحي السكني غونج-دونج ،مديرية غور مدينة سيؤول .

## التاريخ
مدرسة سول للفنون التعبيرية (SOPA) تأسست في 6 مارس عام 1966م .
وفي 28 فبراير 2002 المدير (Park Jae-ryeon) أخدها.
وفي مراسيم التخرج 13 فبراير 2014 كان هناك 11,401 متخرج، مارس 2014 تسجل طلاب الجدد للإجازة لسنة المدرسية 2014 .

## وصلات خارجية
- الموقع الرسمي